# 2024年夏季奥林匹克运动会射击比赛
2024年夏季奥林匹克运动会射击比赛，是2024年夏季奥林匹克运动会的其中一个比赛大项，于2024年7月27日至8月5日在法国沙托鲁国家射击中心进行。此次比赛设15个小项，其中男子6个，女子6个，混合3个，共计划分配340个参赛名额，与上届相比减少20人。

## 比赛项目
2020年12月，国际奥委会公布了该届奥运各大项的具体设项调整，其中射击项目维持15个小项，混合团体多向飞碟被混合团体双向飞碟取代。以下为该届奥运射击项目的具体设项：
- 男子
  - 10公尺空氣步槍
  - 50米步枪三姿
  - 10公尺空氣手槍
  - 25米快射手槍
  - 不定向飛靶
  - 定向飛靶
- 女子
  - 10公尺空氣步槍
  - 50米步枪三姿
  - 10公尺空氣手槍
  - 25米手枪
  - 不定向飛靶
  - 定向飛靶
- 混合
  - 团体10公尺空氣步槍
  - 团体10公尺空氣手槍
  - 团体定向飛靶

## 参赛资格
国际射击运动联合会计划在该大项上共计分配340个名额（男女各170个），与上届相比减少20个。在个人小项上，每个代表团最多可派两名选手参赛。在混合团体小项上，每个代表团最多可派出2队共4名选手参赛。入选代表团的运动员必须符合奥林匹克宪章及国际射击运动联合会的相关规定。

### 个人小项
每个代表团在每个个人小项上最多只能透过同一个途径获得一个名额。ISSF奥运排名名额分配给运动员，其余资格赛名额分配给代表团。
任何获得资格的运动员只要在一个或多个个人小项上达到国际射击运动联合会的要求，同时所属代表团在相应单项上尚未满额，便可兼项参加其他个人小项。若该选手所属代表团已经在该选手所兼项的小项中获得2个名额，则其中1个名额会被腾出，并按照相应规则进行递补。

#### 步枪
| 资格来源                                                                      | 出线资格                               | 出线名额                        | 男子                        | 男子                        | 女子                          | 女子                                     | 备注 |
| 资格来源                                                                      | 出线资格                               | 出线名额                        | 10公尺空氣步槍              | 50公尺步枪三姿              | 10公尺空氣步槍                | 50公尺步枪三姿                           | 备注 |
| ----------------------------------------------------------------------------- | -------------------------------------- | ------------------------------- | --------------------------- | --------------------------- | ----------------------------- | ---------------------------------------- | --- |
| 主辦國 · 2017年9月13日 · 秘魯利马                                             | 不適用                                 | 0個男子參賽名額 1個女子參賽名額 | 法国                        | —                           | —                             | 法国                                     | 如果主办国未能通过其他途径获得对应小项名额，该国可在资格赛全部结束后自动在该小项上获得一个名额。 任何空出的主办国名额会根据对应小项的ISSF奥运排名重新分配。 |
| 2022年欧洲25公尺和50公尺射击锦标赛 · 2022年9月5日至18日 · 波蘭弗罗茨瓦夫      | 前2名                                  | 2個男子參賽名額 2個女子參賽名額 | 不適用                      | 挪威 · 捷克                 | 不適用                        | 丹麦 · 捷克                              | 任何空出的名额会根据对应小项的ISSF奥运排名，分配给尚未获得对应小项奥运资格的同大洲代表团选手。 若同大洲无可重新分配名额的选手，则根据小项的ISSF奥运排名，分配给排名最高的未入围选手，不分大洲。 若出现排名相同的情况，则空出名额优先分配给在射击项目上未获得任何名额的代表团，或者转换为外卡名额。                                                                          |
| 2022年世界步枪和手枪射击锦标赛 · 2022年10月12日至28日 · 埃及开罗              | 前4名                                  | 8個男子參賽名額 6個女子參賽名額 | 意大利 · 印度 · 中国 · 捷克 | 乌克兰 · 波兰 · 印度 · 中国 | 美国 · 中国 · 波兰 · 韩国     | 挪威 · 中国 · 美国 · 韩国                | 任何透过先前途径为代表团争取到一个名额的选手无法再透过该赛事再争取名额。 任何空出的名额会根据对应小项的ISSF奥运排名进行重新分配。 若出现排名相同的情况，则空出名额优先分配给在射击项目上未获得任何名额的代表团，或者转换为外卡名额。 |
| 2022年美洲射击锦标赛 · 2022年11月6日至13日 · 秘魯利马                         | 首名                                   | 2個男子參賽名額 1個女子參賽名額 | 美国                        | 美国                        | 美国                          | 美国                                     | 任何透过先前途径为代表团争取到一个名额的选手无法再透过该赛事再争取名额。 任何空出的名额会根据对应小项的ISSF奥运排名，分配给尚未获得对应小项奥运资格的同大洲代表团选手。 若同大洲无可重新分配名额的选手，则根据小项的ISSF奥运排名，分配给排名最高的未入围选手，不分大洲。 若出现排名相同的情况，则空出名额优先分配给在射击项目上未获得任何名额的代表团，或者转换为外卡名额。 |
| 2023年欧洲10公尺射击锦标赛 · 2023年3月5日至15日 · 爱沙尼亚塔林                | 前2名                                  | 2個男子參賽名額 2個女子參賽名額 | 德国 · 斯洛伐克             | 不適用                      | 英国 · 挪威                   | 不適用                                   | 任何透过先前途径为代表团争取到一个名额的选手无法再透过该赛事再争取名额。 任何空出的名额会根据对应小项的ISSF奥运排名，分配给尚未获得对应小项奥运资格的同大洲代表团选手。 若同大洲无可重新分配名额的选手，则根据小项的ISSF奥运排名，分配给排名最高的未入围选手，不分大洲。 若出现排名相同的情况，则空出名额优先分配给在射击项目上未获得任何名额的代表团，或者转换为外卡名额。 |
| 2023年歐洲運動會 · 2023年6月21日至7月2日 · 波蘭克拉科夫                       | 首名                                   | 2個男子參賽名額 2個女子參賽名額 | 奥地利                      | 匈牙利                      | 瑞士                          | 波兰                                     | 任何透过先前途径为代表团争取到一个名额的选手无法再透过该赛事再争取名额。 任何空出的名额会根据对应小项的ISSF奥运排名，分配给尚未获得对应小项奥运资格的同大洲代表团选手。 若同大洲无可重新分配名额的选手，则根据小项的ISSF奥运排名，分配给排名最高的未入围选手，不分大洲。 若出现排名相同的情况，则空出名额优先分配给在射击项目上未获得任何名额的代表团，或者转换为外卡名额。 |
| 2023年世界射击锦标赛 · 2023年8月14日至31日 · 巴库                             | 前4名                                  | 8個男子參賽名額 8個女子參賽名額 | 瑞典 · 中国 · 捷克 ·        | 奥地利 · 印度 · 瑞士 · 芬兰 | 中国 · 印度 · 伊朗 · 瑞士     | 中国 · 印度 · 德国 · 蒙古                | 任何透过先前途径为代表团争取到一个名额的选手无法再透过该赛事再争取名额。 任何空出的名额会根据对应小项的ISSF奥运排名进行重新分配。 若出现排名相同的情况，则空出名额优先分配给在射击项目上未获得任何名额的代表团，或者转换为外卡名额。 |
| 2023年非洲射击锦标赛 · 2023年10月1日至10日 · 埃及开罗                         | 10公尺空气步枪前2名 50公尺步枪三姿首名 | 3個男子參賽名額 2個女子參賽名額 | 埃及 · 阿尔及利亚           | 埃及                        | 阿尔及利亚 · 埃及             | 埃及                                     | 任何透过先前途径为代表团争取到一个名额的选手无法再透过该赛事再争取名额。 任何空出的名额会根据对应小项的ISSF奥运排名，分配给尚未获得对应小项奥运资格的同大洲代表团选手。 若同大洲无可重新分配名额的选手，则根据小项的ISSF奥运排名，分配给排名最高的未入围选手，不分大洲。 若出现排名相同的情况，则空出名额优先分配给在射击项目上未获得任何名额的代表团，或者转换为外卡名额。 |
| 2023年泛美運動會 · 2023年10月20日至11月5日 · 智利圣地亚哥                     | 首名                                   | 2個男子參賽名額 2個女子參賽名額 | 墨西哥                      | 墨西哥                      | 阿根廷                        | 加拿大                                   | 任何透过先前途径为代表团争取到一个名额的选手无法再透过该赛事再争取名额。 任何空出的名额会根据对应小项的ISSF奥运排名，分配给尚未获得对应小项奥运资格的同大洲代表团选手。 若同大洲无可重新分配名额的选手，则根据小项的ISSF奥运排名，分配给排名最高的未入围选手，不分大洲。 若出现排名相同的情况，则空出名额优先分配给在射击项目上未获得任何名额的代表团，或者转换为外卡名额。 |
| 2023年亚洲射击锦标赛 · 2023年10月22日至11月2日 · 昌原                         | 前2名                                  | 3個男子參賽名額 4個女子參賽名額 | 印度 · 日本                 | 中国 ·                      | 韩国 · 印度                   | 印度 ·                                   | 任何透过先前途径为代表团争取到一个名额的选手无法再透过该赛事再争取名额。 任何空出的名额会根据对应小项的ISSF奥运排名，分配给尚未获得对应小项奥运资格的同大洲代表团选手。 若同大洲无可重新分配名额的选手，则根据小项的ISSF奥运排名，分配给排名最高的未入围选手，不分大洲。 若出现排名相同的情况，则空出名额优先分配给在射击项目上未获得任何名额的代表团，或者转换为外卡名额。 |
| 2023年大洋洲射击锦标赛 · 2023年10月30日至11月6日 · 布里斯班                   | 10米空气步枪首名 50公尺步枪三姿前2名   | 2個男子參賽名額 0個女子參賽名額 |                             | · 新西兰                    |                               | · 新西兰                                 | 任何透过先前途径为代表团争取到一个名额的选手无法再透过该赛事再争取名额。 任何空出的名额会根据对应小项的ISSF奥运排名，分配给尚未获得对应小项奥运资格的同大洲代表团选手。 若同大洲无可重新分配名额的选手，则根据小项的ISSF奥运排名，分配给排名最高的未入围选手，不分大洲。 若出现排名相同的情况，则空出名额优先分配给在射击项目上未获得任何名额的代表团，或者转换为外卡名额。 |
| 2024年亚洲步枪和手枪射击锦标赛 · 2024年1月8日至17日 · 印度尼西亞雅加达        | 前2名                                  | 4個男子參賽名額 4個女子參賽名額 | 韩国 · 印度尼西亚           | 泰国 · 蒙古                 | 越南 · 伊朗                   | 韩国 ·                                   | 任何透过先前途径为代表团争取到一个名额的选手无法再透过该赛事再争取名额。 任何空出的名额会根据对应小项的ISSF奥运排名，分配给尚未获得对应小项奥运资格的同大洲代表团选手。 若同大洲无可重新分配名额的选手，则根据小项的ISSF奥运排名，分配给排名最高的未入围选手，不分大洲。 若出现排名相同的情况，则空出名额优先分配给在射击项目上未获得任何名额的代表团，或者转换为外卡名额。 |
| 2024年欧洲10公尺射击锦标赛 · 2024年2月24日至3月3日 · 匈牙利杰尔               | 前2名                                  | 2個男子參賽名額 2個女子參賽名額 | 匈牙利 · 波兰               | 不適用                      | 德国 · 法国                   | 不適用                                   | 任何透过先前途径为代表团争取到一个名额的选手无法再透过该赛事再争取名额。 任何空出的名额会根据对应小项的ISSF奥运排名，分配给尚未获得对应小项奥运资格的同大洲代表团选手。 若同大洲无可重新分配名额的选手，则根据小项的ISSF奥运排名，分配给排名最高的未入围选手，不分大洲。 若出现排名相同的情况，则空出名额优先分配给在射击项目上未获得任何名额的代表团，或者转换为外卡名额。 |
| 2024年美洲步枪和手枪射击锦标赛 · 2024年3月31日至4月7日 · 阿根廷布宜诺斯艾利斯 | 首名                                   | 2個男子參賽名額 2個女子參賽名額 | 阿根廷                      | 加拿大                      | 古巴                          | 巴西                                     | 任何透过先前途径为代表团争取到一个名额的选手无法再透过该赛事再争取名额。 任何空出的名额会根据对应小项的ISSF奥运排名，分配给尚未获得对应小项奥运资格的同大洲代表团选手。 若同大洲无可重新分配名额的选手，则根据小项的ISSF奥运排名，分配给排名最高的未入围选手，不分大洲。 若出现排名相同的情况，则空出名额优先分配给在射击项目上未获得任何名额的代表团，或者转换为外卡名额。 |
| 2024年世界步枪和手枪奥运资格赛 · 2024年4月11日至19日 · 巴西里约热内卢         | 前2名                                  | 4個男子參賽名額 3個女子參賽名額 | 塞尔维亚 · 意大利           | 挪威 · 英国                 | 法国 · 挪威                   | 瑞士 · 波兰                              | 任何透过先前途径为代表团争取到一个名额的选手无法再透过该赛事再争取名额。 任何空出的名额会根据对应小项的ISSF奥运排名进行重新分配。 若出现排名相同的情况，则空出名额优先分配给在射击项目上未获得任何名额的代表团，或者转换为外卡名额。 |
| 2024年欧洲25公尺和50公尺射击锦标赛 · 2024年5月23日至6月9日 · 奥西耶克         | 前2名                                  | 2個男子參賽名額 2個女子參賽名額 | 不適用                      | 法国 · 克罗地亚             | 不適用                        | 瑞士 · 个人中立运动员（白俄罗斯）        | 任何透过先前途径为代表团争取到一个名额的选手无法再透过该赛事再争取名额。 任何空出的名额会根据对应小项的ISSF奥运排名，分配给尚未获得对应小项奥运资格的同大洲代表团选手。 若同大洲无可重新分配名额的选手，则根据小项的ISSF奥运排名，分配给排名最高的未入围选手，不分大洲。 若出现排名相同的情况，则空出名额优先分配给在射击项目上未获得任何名额的代表团，或者转换为外卡名额。 |
| ISSF奥运排名 2024年6月9日                                                     | 首名                                   | 4個男子參賽名額 9個女子參賽名額 | 韩国 · 以色列 · 克罗地亚    | 法国 · 奥地利 · 瑞典        | 波兰 · 匈牙利 · 日本 · 墨西哥 | 德国 · 丹麦 · 奥地利 · 意大利 · 波多黎各 | 任何空出的席位会根据排名重新分配。 若出现排名相同的情况，则空出名额优先分配给在射击项目上未获得任何名额的代表团，或者转换为外卡名额。 |
| 外卡                                                                          | 不適用                                 | 2個男子參賽名額 3個女子參賽名額 |                             | 萨尔瓦多                    | 北马其顿 · 尼加拉瓜 · 尼泊尔  | —                                        | 各个有资格申请外卡的国家/地区奥委会需要于2024年1月15日或之前提交提名名单。 任何空出的外卡席位会根据对应小项的奥运排名重新分配。 |
| 名额交换                                                                      | 不適用                                 | 0个男子参赛名额 1个女子参赛名额 | —                           | —                           | 埃及                          | —                                        | 一个代表团可通过退还自己获得的其中一个参赛名额，换取另一个参赛名额，以满足自身需求。 名额交换只限在同一性别内交换，不限具体的个人项目。 同一个代表团可在同一性别上最多交换一个个人名额。 |
| 特别邀请名额                                                                  | 不適用                                 | 0個男子參賽名額 1個女子參賽名額 | —                           | —                           | 难民                          | —                                        | 特别邀请名额不占用其余途径提供的名额。 获特别邀请的选手如果放弃参赛，席位不会重新分配。 |
| 總數                                                                          |                                        |                                 | 29                          | 27                          | 32                            | 25                                       | 总计一行的数字仅为对应小项提供的名额数，不代表该小项的实际参赛人数，因运动员可兼项参加同性别的其他小项。 |

#### 手枪
| 资格来源                                                                      | 出线资格                                         | 出线名额                        | 男子                                | 男子                            | 女子                              | 女子                              | 备注 |
| 资格来源                                                                      | 出线资格                                         | 出线名额                        | 10公尺空氣手槍                      | 25公尺手枪速射                  | 10公尺空氣手槍                    | 25公尺手枪                        | 备注 |
| ----------------------------------------------------------------------------- | ------------------------------------------------ | ------------------------------- | ----------------------------------- | ------------------------------- | --------------------------------- | --------------------------------- | --- |
| 主辦國 · 2017年9月13日 · 秘魯利马                                             | 不適用                                           | 1個男子參賽名額 0個女子參賽名額 | 法国                                | —                               | —                                 | —                                 | 如果主办国未能通过其他途径获得对应小项名额，该国可在资格赛全部结束后自动在该小项上获得一个名额。 任何空出的主办国名额会根据对应小项的ISSF奥运排名重新分配。 |
| 2022年欧洲25公尺和50公尺射击锦标赛 · 2022年9月5日至18日 · 波蘭弗罗茨瓦夫      | 前2名                                            | 2個男子參賽名額 2個女子參賽名額 | 不適用                              | 法国 · 德国                     | 不適用                            | 德国 · 波兰                       | 任何空出的名额会根据对应小项的ISSF奥运排名，分配给尚未获得对应小项奥运资格的同大洲代表团选手。 若同大洲无可重新分配名额的选手，则根据小项的ISSF奥运排名，分配给排名最高的未入围选手，不分大洲。 若出现排名相同的情况，则空出名额优先分配给在射击项目上未获得任何名额的代表团，或者转换为外卡名额。                                                                          |
| 2022年世界步枪和手枪射击锦标赛 · 2022年10月12日至28日 · 埃及开罗              | 前4名                                            | 8個男子參賽名額 8個女子參賽名額 | 中国 · 乌克兰 · 韩国 · 巴基斯坦     | 韩国 · 巴基斯坦 · 德国 · 中国   | 中国 · 希腊 · 塞尔维亚 · 亚美尼亚 | 韩国 · 保加利亚 · 中国 · 伊朗     | 任何透过先前途径为代表团争取到一个名额的选手无法再透过该赛事再争取名额。 任何空出的名额会根据对应小项的ISSF奥运排名进行重新分配。 若出现排名相同的情况，则空出名额优先分配给在射击项目上未获得任何名额的代表团，或者转换为外卡名额。 |
| 2022年美洲射击锦标赛 · 2022年11月6日至13日 · 秘魯利马                         | 首名                                             | 2個男子參賽名額 2個女子參賽名額 | 巴西                                | 古巴                            | 美国                              | 美国                              | 任何透过先前途径为代表团争取到一个名额的选手无法再透过该赛事再争取名额。 任何空出的名额会根据对应小项的ISSF奥运排名，分配给尚未获得对应小项奥运资格的同大洲代表团选手。 若同大洲无可重新分配名额的选手，则根据小项的ISSF奥运排名，分配给排名最高的未入围选手，不分大洲。 若出现排名相同的情况，则空出名额优先分配给在射击项目上未获得任何名额的代表团，或者转换为外卡名额。 |
| 2023年欧洲10公尺射击锦标赛 · 2023年3月5日至15日 · 爱沙尼亚塔林                | 前2名                                            | 2個男子參賽名額 2個女子參賽名額 | 塞尔维亚 · 阿塞拜疆                 | 不適用                          | 法国 · 希腊                       | 不適用                            | 任何透过先前途径为代表团争取到一个名额的选手无法再透过该赛事再争取名额。 任何空出的名额会根据对应小项的ISSF奥运排名，分配给尚未获得对应小项奥运资格的同大洲代表团选手。 若同大洲无可重新分配名额的选手，则根据小项的ISSF奥运排名，分配给排名最高的未入围选手，不分大洲。 若出现排名相同的情况，则空出名额优先分配给在射击项目上未获得任何名额的代表团，或者转换为外卡名额。 |
| 2023年歐洲運動會 · 2023年6月21日至7月2日 · 波蘭克拉科夫                       | 首名                                             | 2個男子參賽名額 2個女子參賽名額 | 土耳其                              | 捷克                            | 乌克兰                            |                                   | 任何透过先前途径为代表团争取到一个名额的选手无法再透过该赛事再争取名额。 任何空出的名额会根据对应小项的ISSF奥运排名，分配给尚未获得对应小项奥运资格的同大洲代表团选手。 若同大洲无可重新分配名额的选手，则根据小项的ISSF奥运排名，分配给排名最高的未入围选手，不分大洲。 若出现排名相同的情况，则空出名额优先分配给在射击项目上未获得任何名额的代表团，或者转换为外卡名额。 |
| 2023年世界射击锦标赛 · 2023年8月14日至31日 · 巴库                             | 前4名                                            | 7個男子參賽名額 7個女子參賽名額 | 中国 · 保加利亚 · 瑞士 · 德国       | 中国 · 日本 · 乌克兰 · 爱沙尼亚 | 中国 · 匈牙利 · 越南 · 韩国       | 拉脱维亚 · 泰国 · 韩国 · 中华台北 | 任何透过先前途径为代表团争取到一个名额的选手无法再透过该赛事再争取名额。 任何空出的名额会根据对应小项的ISSF奥运排名进行重新分配。 若出现排名相同的情况，则空出名额优先分配给在射击项目上未获得任何名额的代表团，或者转换为外卡名额。 |
| 2023年非洲射击锦标赛 · 2023年10月1日至10日 · 埃及开罗                         | 10公尺空气手枪前2名 25公尺手枪（含标准和射）首名 | 3個男子參賽名額 3個女子參賽名額 | 阿尔及利亚 · 利比亚                 | 埃及                            | 埃及 · 突尼斯                     | 埃及                              | 任何透过先前途径为代表团争取到一个名额的选手无法再透过该赛事再争取名额。 任何空出的名额会根据对应小项的ISSF奥运排名，分配给尚未获得对应小项奥运资格的同大洲代表团选手。 若同大洲无可重新分配名额的选手，则根据小项的ISSF奥运排名，分配给排名最高的未入围选手，不分大洲。 若出现排名相同的情况，则空出名额优先分配给在射击项目上未获得任何名额的代表团，或者转换为外卡名额。 |
| 2023年泛美運動會 · 2023年10月20日至11月5日 · 智利圣地亚哥                     | 10公尺空气手枪首名 25公尺手枪（含标准和射）前2名 | 3個男子參賽名額 3個女子參賽名額 | 加拿大                              | 委内瑞拉 · 美国                 | 美国                              | 墨西哥 · 厄瓜多尔                 | 任何透过先前途径为代表团争取到一个名额的选手无法再透过该赛事再争取名额。 任何空出的名额会根据对应小项的ISSF奥运排名，分配给尚未获得对应小项奥运资格的同大洲代表团选手。 若同大洲无可重新分配名额的选手，则根据小项的ISSF奥运排名，分配给排名最高的未入围选手，不分大洲。 若出现排名相同的情况，则空出名额优先分配给在射击项目上未获得任何名额的代表团，或者转换为外卡名额。 |
| 2023年亚洲射击锦标赛 · 2023年10月22日至11月2日 · 昌原                         | 前2名                                            | 4個男子參賽名額 4個女子參賽名額 | 印度 · 马来西亚                     | 印度 · 韩国                     | 韩国 · 中华台北                   | 中国 · 印度                       | 任何透过先前途径为代表团争取到一个名额的选手无法再透过该赛事再争取名额。 任何空出的名额会根据对应小项的ISSF奥运排名，分配给尚未获得对应小项奥运资格的同大洲代表团选手。 若同大洲无可重新分配名额的选手，则根据小项的ISSF奥运排名，分配给排名最高的未入围选手，不分大洲。 若出现排名相同的情况，则空出名额优先分配给在射击项目上未获得任何名额的代表团，或者转换为外卡名额。 |
| 2023年大洋洲射击锦标赛 · 2023年10月30日至11月6日 · 布里斯班                   | 首名                                             | 1個男子參賽名額 1個女子參賽名額 |                                     |                                 |                                   |                                   | 任何透过先前途径为代表团争取到一个名额的选手无法再透过该赛事再争取名额。 任何空出的名额会根据对应小项的ISSF奥运排名，分配给尚未获得对应小项奥运资格的同大洲代表团选手。 若同大洲无可重新分配名额的选手，则根据小项的ISSF奥运排名，分配给排名最高的未入围选手，不分大洲。 若出现排名相同的情况，则空出名额优先分配给在射击项目上未获得任何名额的代表团，或者转换为外卡名额。 |
| 2024年亚洲步枪和手枪射击锦标赛 · 2024年1月8日至17日 · 印度尼西亞雅加达        | 前2名                                            | 4個男子參賽名額 4個女子參賽名額 | 印度 · 蒙古                         | · 印度                          | 印度 · 巴基斯坦                   | 印度 · 中华台北                   | 任何透过先前途径为代表团争取到一个名额的选手无法再透过该赛事再争取名额。 任何空出的名额会根据对应小项的ISSF奥运排名，分配给尚未获得对应小项奥运资格的同大洲代表团选手。 若同大洲无可重新分配名额的选手，则根据小项的ISSF奥运排名，分配给排名最高的未入围选手，不分大洲。 若出现排名相同的情况，则空出名额优先分配给在射击项目上未获得任何名额的代表团，或者转换为外卡名额。 |
| 2024年欧洲10公尺射击锦标赛 · 2024年2月24日至3月3日 · 匈牙利杰尔               | 前2名                                            | 2個男子參賽名額 2個女子參賽名額 | 意大利 · 斯洛伐克                   | 不適用                          | 摩尔多瓦 · 土耳其                 | 不適用                            | 任何透过先前途径为代表团争取到一个名额的选手无法再透过该赛事再争取名额。 任何空出的名额会根据对应小项的ISSF奥运排名，分配给尚未获得对应小项奥运资格的同大洲代表团选手。 若同大洲无可重新分配名额的选手，则根据小项的ISSF奥运排名，分配给排名最高的未入围选手，不分大洲。 若出现排名相同的情况，则空出名额优先分配给在射击项目上未获得任何名额的代表团，或者转换为外卡名额。 |
| 2024年美洲步枪和手枪射击锦标赛 · 2024年3月31日至4月7日 · 阿根廷布宜诺斯艾利斯 | 首名                                             | 2個男子參賽名額 2個女子參賽名額 | 智利                                | 古巴                            | 厄瓜多尔                          | 古巴                              | 任何透过先前途径为代表团争取到一个名额的选手无法再透过该赛事再争取名额。 任何空出的名额会根据对应小项的ISSF奥运排名，分配给尚未获得对应小项奥运资格的同大洲代表团选手。 若同大洲无可重新分配名额的选手，则根据小项的ISSF奥运排名，分配给排名最高的未入围选手，不分大洲。 若出现排名相同的情况，则空出名额优先分配给在射击项目上未获得任何名额的代表团，或者转换为外卡名额。 |
| 2024年世界步枪和手枪奥运资格赛 · 2024年4月11日至19日 · 巴西里约热内卢         | 前2名                                            | 3個男子參賽名額 3個女子參賽名額 | 意大利 · 个人中立运动员（白俄罗斯） | 法国 · 美国                     | 泰国 · 印度                       | 德国 · 匈牙利                     | 任何透过先前途径为代表团争取到一个名额的选手无法再透过该赛事再争取名额。 任何空出的名额会根据对应小项的ISSF奥运排名进行重新分配。 若出现排名相同的情况，则空出名额优先分配给在射击项目上未获得任何名额的代表团，或者转换为外卡名额。 |
| 2024年欧洲25公尺和50公尺射击锦标赛 · 2024年5月23日至6月9日 · 奥西耶克         | 前2名                                            | 2個男子參賽名額 2個女子參賽名額 | 不適用                              | 乌克兰 · 意大利                 | 不適用                            | 个人中立运动员（白俄罗斯） · 瑞典 | 任何透过先前途径为代表团争取到一个名额的选手无法再透过该赛事再争取名额。 任何空出的名额会根据对应小项的ISSF奥运排名，分配给尚未获得对应小项奥运资格的同大洲代表团选手。 若同大洲无可重新分配名额的选手，则根据小项的ISSF奥运排名，分配给排名最高的未入围选手，不分大洲。 若出现排名相同的情况，则空出名额优先分配给在射击项目上未获得任何名额的代表团，或者转换为外卡名额。 |
| ISSF奥运排名 2024年6月9日                                                     | 首名                                             | 4個男子參賽名額 6個女子參賽名額 | 拉脱维亚 · 土耳其                   | 捷克 · 意大利                   | 土耳其 · 中华台北                 | 法国 · 奥地利 · 新加坡            | 任何空出的席位会根据排名重新分配。 若出现排名相同的情况，则空出名额优先分配给在射击项目上未获得任何名额的代表团，或者转换为外卡名额。 |
| 外卡                                                                          | 不適用                                           | 1個男子參賽名額 2個女子參賽名額 | 阿鲁巴                              | —                               | 阿尔巴尼亚 · 也门                 | —                                 | 各个有资格申请外卡的国家/地区奥委会需要于2024年1月15日或之前提交提名名单。 任何空出的外卡席位会根据对应小项的奥运排名重新分配。 |
| 名额交换                                                                      | 不適用                                           | 1個男子參賽名額 0個女子參賽名額 | 乌克兰                              | —                               | —                                 | —                                 | 一个代表团可通过退还自己获得的其中一个参赛名额，换取另一个参赛名额，以满足自身需求。 名额交换只限在同一性别内交换，不限具体的个人项目。 同一个代表团可在同一性别上最多交换一个个人名额。 |
| 特别邀请名额                                                                  | 不適用                                           | 1個男子參賽名額 0個女子參賽名額 | 难民                                | —                               | —                                 | —                                 | 特别邀请名额不占用其余途径提供的名额。 获特别邀请的选手如果放弃参赛，席位不会重新分配。 |
| 總數                                                                          |                                                  |                                 | 29                                  | 26                              | 27                                | 28                                | 总计一行的数字仅为对应小项提供的名额数，不代表该小项的实际参赛人数，因运动员可兼项参加同性别的其他小项。 |

#### 飞碟
| 资格来源                                                           | 出线资格 | 出线名额                        | 男子                                  | 男子                      | 女子                          | 女子                              | 备注 |
| 资格来源                                                           | 出线资格 | 出线名额                        | 多向飞碟                              | 双向飞碟                  | 多向飞碟                      | 双向飞碟                          | 备注 |
| ------------------------------------------------------------------ | -------- | ------------------------------- | ------------------------------------- | ------------------------- | ----------------------------- | --------------------------------- | --- |
| 主辦國 · 2017年9月13日 · 秘魯利马                                  | 不適用   | 1個男子參賽名額 0個女子參賽名額 | —                                     | 法国                      | —                             | —                                 | 如果主办国未能通过其他途径获得对应小项名额，该国可在资格赛全部结束后自动在该小项上获得一个名额。 任何空出的主办国名额会根据对应小项的ISSF奥运排名重新分配。 |
| 2022年欧洲飞碟射击锦标赛 · 2022年8月24日至9月12日 · 賽普勒斯拉纳卡 | 前2名    | 4個男子參賽名額 4個女子參賽名額 | 捷克 · 瑞典                           | 意大利 · 捷克             | 意大利 · 英国                 | 英国 · 德国                       | 任何空出的名额会根据对应小项的ISSF奥运排名，分配给尚未获得对应小项奥运资格的同大洲代表团选手。 若同大洲无可重新分配名额的选手，则根据小项的ISSF奥运排名，分配给排名最高的未入围选手，不分大洲。 若出现排名相同的情况，则空出名额优先分配给在射击项目上未获得任何名额的代表团，或者转换为外卡名额。                                                                          |
| 2022年世界飞碟射击锦标赛 · 2022年9月19日至10月12日 · 奥西耶克      | 前4名    | 8個男子參賽名額 8個女子參賽名額 | 英国 · 中华台北 · 印度 · 美国         | 美国 · 瑞典 · 埃及 ·      | 斯洛伐克 · 法国 · 西班牙      | 美国 · 意大利 · 斯洛伐克 · 乌克兰 | 任何透过先前途径为代表团争取到一个名额的选手无法再透过该赛事再争取名额。 任何空出的名额会根据对应小项的ISSF奥运排名进行重新分配。 若出现排名相同的情况，则空出名额优先分配给在射击项目上未获得任何名额的代表团，或者转换为外卡名额。 |
| 2022年美洲射击锦标赛 · 2022年11月6日至13日 · 秘魯利马              | 首名     | 2個男子參賽名額 2個女子參賽名額 | 美国                                  | 美国                      | 美国                          | 美国                              | 任何透过先前途径为代表团争取到一个名额的选手无法再透过该赛事再争取名额。 任何空出的名额会根据对应小项的ISSF奥运排名，分配给尚未获得对应小项奥运资格的同大洲代表团选手。 若同大洲无可重新分配名额的选手，则根据小项的ISSF奥运排名，分配给排名最高的未入围选手，不分大洲。 若出现排名相同的情况，则空出名额优先分配给在射击项目上未获得任何名额的代表团，或者转换为外卡名额。 |
| 2023年歐洲運動會 · 2023年6月21日至7月2日 · 波蘭克拉科夫            | 首名     | 2個男子參賽名額 2個女子參賽名額 | 意大利                                | 瑞典                      | 意大利                        | 意大利                            | 任何透过先前途径为代表团争取到一个名额的选手无法再透过该赛事再争取名额。 任何空出的名额会根据对应小项的ISSF奥运排名，分配给尚未获得对应小项奥运资格的同大洲代表团选手。 若同大洲无可重新分配名额的选手，则根据小项的ISSF奥运排名，分配给排名最高的未入围选手，不分大洲。 若出现排名相同的情况，则空出名额优先分配给在射击项目上未获得任何名额的代表团，或者转换为外卡名额。 |
| 2023年世界射击锦标赛 · 2023年8月14日至31日 · 巴库                  | 前4名    | 8個男子參賽名額 8個女子參賽名額 | 克罗地亚 · 斯洛伐克 · 科威特 · 意大利 | 希腊 · 丹麦 · 芬兰 · 挪威 | 中华台北 · 德国 · 中国 · 印度 | 智利 · 希腊 · 斯洛伐克 · 土耳其   | 任何透过先前途径为代表团争取到一个名额的选手无法再透过该赛事再争取名额。 任何空出的名额会根据对应小项的ISSF奥运排名进行重新分配。 若出现排名相同的情况，则空出名额优先分配给在射击项目上未获得任何名额的代表团，或者转换为外卡名额。 |
| 2023年欧洲飞碟射击锦标赛 · 2023年9月8日至27日 · 奥西耶克           | 首名     | 2個男子參賽名額 2個女子參賽名額 | 法国                                  | 希腊                      | 葡萄牙                        | 德国                              | 任何透过先前途径为代表团争取到一个名额的选手无法再透过该赛事再争取名额。 任何空出的名额会根据对应小项的ISSF奥运排名，分配给尚未获得对应小项奥运资格的同大洲代表团选手。 若同大洲无可重新分配名额的选手，则根据小项的ISSF奥运排名，分配给排名最高的未入围选手，不分大洲。 若出现排名相同的情况，则空出名额优先分配给在射击项目上未获得任何名额的代表团，或者转换为外卡名额。 |
| 2023年非洲射击锦标赛 · 2023年10月1日至10日 · 埃及开罗              | 首名     | 2個男子參賽名額 2個女子參賽名額 | 摩洛哥                                | 埃及                      | 埃及                          | 埃及                              | 任何透过先前途径为代表团争取到一个名额的选手无法再透过该赛事再争取名额。 任何空出的名额会根据对应小项的ISSF奥运排名，分配给尚未获得对应小项奥运资格的同大洲代表团选手。 若同大洲无可重新分配名额的选手，则根据小项的ISSF奥运排名，分配给排名最高的未入围选手，不分大洲。 若出现排名相同的情况，则空出名额优先分配给在射击项目上未获得任何名额的代表团，或者转换为外卡名额。 |
| 2023年泛美運動會 · 2023年10月20日至11月5日 · 智利圣地亚哥          | 前2名    | 4個男子參賽名額 4個女子參賽名額 | 委内瑞拉 · 危地马拉                   | 阿根廷 · 秘鲁             | 危地马拉 · 美国               | 墨西哥 · 秘鲁                     | 任何透过先前途径为代表团争取到一个名额的选手无法再透过该赛事再争取名额。 任何空出的名额会根据对应小项的ISSF奥运排名，分配给尚未获得对应小项奥运资格的同大洲代表团选手。 若同大洲无可重新分配名额的选手，则根据小项的ISSF奥运排名，分配给排名最高的未入围选手，不分大洲。 若出现排名相同的情况，则空出名额优先分配给在射击项目上未获得任何名额的代表团，或者转换为外卡名额。 |
| 2023年亚洲射击锦标赛 · 2023年10月22日至11月2日 · 昌原              | 前2名    | 4個男子參賽名額 4個女子參賽名額 | 中国 ·                                | 韩国 · 中华台北           | 黎巴嫩 · 韩国                 | 中国 · 韩国                       | 任何透过先前途径为代表团争取到一个名额的选手无法再透过该赛事再争取名额。 任何空出的名额会根据对应小项的ISSF奥运排名，分配给尚未获得对应小项奥运资格的同大洲代表团选手。 若同大洲无可重新分配名额的选手，则根据小项的ISSF奥运排名，分配给排名最高的未入围选手，不分大洲。 若出现排名相同的情况，则空出名额优先分配给在射击项目上未获得任何名额的代表团，或者转换为外卡名额。 |
| 2023年大洋洲射击锦标赛 · 2023年10月30日至11月6日 · 布里斯班        | 首名     | 2個男子參賽名額 2個女子參賽名額 | 新西兰                                |                           |                               |                                   | 任何透过先前途径为代表团争取到一个名额的选手无法再透过该赛事再争取名额。 任何空出的名额会根据对应小项的ISSF奥运排名，分配给尚未获得对应小项奥运资格的同大洲代表团选手。 若同大洲无可重新分配名额的选手，则根据小项的ISSF奥运排名，分配给排名最高的未入围选手，不分大洲。 若出现排名相同的情况，则空出名额优先分配给在射击项目上未获得任何名额的代表团，或者转换为外卡名额。 |
| 2024年亚洲飞碟射击锦标赛 · 2024年1月12日至23日 · 科威特科威特城    | 前2名    | 4個男子參賽名額 4個女子參賽名額 | 伊朗 · 中国                           | 印度 · 科威特             | 中华台北 · 中国               | 中国 · 印度                       | 任何透过先前途径为代表团争取到一个名额的选手无法再透过该赛事再争取名额。 任何空出的名额会根据对应小项的ISSF奥运排名，分配给尚未获得对应小项奥运资格的同大洲代表团选手。 若同大洲无可重新分配名额的选手，则根据小项的ISSF奥运排名，分配给排名最高的未入围选手，不分大洲。 若出现排名相同的情况，则空出名额优先分配给在射击项目上未获得任何名额的代表团，或者转换为外卡名额。 |
| 2024年美洲飞碟射击锦标赛 · 2024年2月29日至3月9日 · 聖多明哥        | 首名     | 2個男子參賽名額 2個女子參賽名額 |                                       | 危地马拉                  | 危地马拉                      | 巴西                              | 任何透过先前途径为代表团争取到一个名额的选手无法再透过该赛事再争取名额。 任何空出的名额会根据对应小项的ISSF奥运排名，分配给尚未获得对应小项奥运资格的同大洲代表团选手。 若同大洲无可重新分配名额的选手，则根据小项的ISSF奥运排名，分配给排名最高的未入围选手，不分大洲。 若出现排名相同的情况，则空出名额优先分配给在射击项目上未获得任何名额的代表团，或者转换为外卡名额。 |
| 2024年世界飞碟奥运资格赛 · 2024年4月19日至29日 · 多哈              | 前2名    | 4個男子參賽名額 4個女子參賽名額 | 西班牙 · 土耳其                       | · 爱沙尼亚                | 法国 ·                        | 印度 · 瑞典                       | 任何透过先前途径为代表团争取到一个名额的选手无法再透过该赛事再争取名额。 任何空出的名额会根据对应小项的ISSF奥运排名进行重新分配。 若出现排名相同的情况，则空出名额优先分配给在射击项目上未获得任何名额的代表团，或者转换为外卡名额。 |
| 2024年欧洲飞碟射击锦标赛 · 2024年5月15日至27日 · 義大利洛纳托      | 首名     | 2個男子參賽名額 2個女子參賽名額 | 西班牙                                | 德国                      | 土耳其                        | 法国                              | 任何透过先前途径为代表团争取到一个名额的选手无法再透过该赛事再争取名额。 任何空出的名额会根据对应小项的ISSF奥运排名，分配给尚未获得对应小项奥运资格的同大洲代表团选手。 若同大洲无可重新分配名额的选手，则根据小项的ISSF奥运排名，分配给排名最高的未入围选手，不分大洲。 若出现排名相同的情况，则空出名额优先分配给在射击项目上未获得任何名额的代表团，或者转换为外卡名额。 |
| ISSF奥运排名 2024年6月9日                                          | 首名     | 3個男子參賽名額 4個女子參賽名額 | · 英国                                | 意大利                    | 圣马力诺 · 西班牙 · 芬兰      | · 捷克 · 塞浦路斯                 | 任何空出的席位会根据排名重新分配。 若出现排名相同的情况，则空出名额优先分配给在射击项目上未获得任何名额的代表团，或者转换为外卡名额。 |
| 外卡                                                               | 不適用   | 4個男子參賽名額 0個女子參賽名額 | 马耳他 · 阿曼                         | 冰岛 · 巴勒斯坦           | —                             | —                                 | 各个有资格申请外卡的国家/地区奥委会需要于2024年1月15日或之前提交提名名单。 任何空出的外卡席位会根据对应小项的奥运排名重新分配。 |
| 名额交换                                                           | 不適用   | 2個男子參賽名額 3個女子參賽名額 |                                       | 中国                      | 印度 · 韩国                   | 新西兰                            | 一个代表团可通过退还自己获得的其中一个参赛名额，换取另一个参赛名额，以满足自身需求。 名额交换只限在同一性别内交换，不限具体的个人项目。 同一个代表团可在同一性别上最多交换一个个人名额。 |
| 總數                                                               |          |                                 | 30                                    | 30                        | 30                            | 29                                | 总计一行的数字仅为对应小项提供的名额数，不代表该小项的实际参赛人数，因运动员可兼项参加同性别的其他小项。 |

### 混合团体小项
所有三个混合团体小项均不设单独的资格赛。一个代表团欲在一个混合团体小项上派出1支队伍参赛，必须在对应男子个人和女子个人小项上各获得至少一个名额。一个代表团欲在一个混合团体小项上派出2支队伍参赛，必须在对应男子个人和女子个人小项上各获得两个名额。参加混合团体小项的选手必须同时获得对应个人小项的参赛资格。
混合团体10米气步枪和10米气手枪小项的参赛队伍数取决于场地可用的射击靶位数。混合团体双向飞碟小项则最多允许18支队伍参赛。若报名队伍数超出规定数量，则根据各队伍两名选手之2024年6月9日个人积分相加决定参赛队伍，若出现总积分相同的情况，则其中一名选手个人积分最高的队伍优先获得资格。
以下是获得混合团体10米气步枪参赛资格的队伍：
- 阿尔及利亚（1队）
- 阿根廷（1队）
- 奥地利（1队）
- 中国（2队）
- 捷克（1队）
- 埃及（2队）
- 法国（2队）
- 德国（1队）
- 英国（1队）
- 匈牙利（1队）
- 印度（2队）
- 意大利（1队）
- 日本（1队）
- （2队）
- 墨西哥（1队）
- 挪威（2队）
- 波兰（2队）
- 韩国（2队）
- 美国（2队）

以下是获得混合团体10米气手枪参赛资格的队伍：
- 保加利亚（1队）
- 中国（2队）
- 法国（1队）
- 德国（2队）
- 印度（2队）
- （1队）
- 拉脱维亚（1队）
- 巴基斯坦（1队）
- 塞尔维亚（1队）
- 韩国（2队）
- 土耳其（2队）
- 乌克兰（1队）

以下是获得混合团体双向飞碟参赛资格的队伍：
- （1队）
- 中国（1队）
- 捷克（1队）
- 埃及（1队）[註 1]
- 法国（1队）
- 德国（1队）
- 希腊（1队）
- 印度（1队）
- 意大利（2队）
- （1队）
- 秘鲁（1队）
- 韩国（1队）
- 瑞典（1队）
- 美国（2队）

## 参赛代表团
以下是参加射击项目的代表团名单：
- 阿尔及利亚（3）
- 阿根廷（2）
- 亚美尼亚（1）
- （12）
- 奥地利（2）
- 阿塞拜疆（1）
- 巴西（1）
- 保加利亚（2）
- 加拿大（2）
- 智利（1）
- 中国（19）
- 克罗地亚（1）
- 古巴（1）
- 捷克（7）
- 丹麦（2）
- 厄瓜多尔（1）
- 埃及（10）
- 爱沙尼亚（1）
- 芬兰（2）
- 法国（12）
- （1）
- 德国（9）
- 英国（4）
- 希腊（5）
- 匈牙利（2）
- 危地马拉（2）
- 印度（13）
- 伊朗（2）
- 意大利（8）
- 日本（2）
- （3）
- 科威特（1）
- 拉脱维亚（1）
- 黎巴嫩（1）
- 利比亚（1）
- 马来西亚（1）
- 摩洛哥（1）
- 墨西哥（3）
- 蒙古（1）
- 新西兰（3）
- 挪威（4）
- 巴基斯坦（2）
- 秘鲁（2）
- 葡萄牙（1）
- 波兰（4）
- （2）
- 塞尔维亚（2）
- 斯洛伐克（5）
- 韩国（13）
- 西班牙（1）
- 瑞典（4）
- 瑞士（4）
- 中华台北（8）
- 泰国（1）
- 突尼斯（1）
- 土耳其（2）
- 乌克兰（5）
- 美国（18）
- 委内瑞拉（2）
- 越南（1）

## 赛程
以下是射击项目的具体赛程安排：
| Q | 资格赛 | F | 决赛 |

| 日期→项目↓         | 2024年7月   | 2024年7月   | 2024年7月   | 2024年7月   | 2024年7月   | 2024年7月   | 2024年7月   | 2024年7月   | 2024年7月   | 2024年7月   | 2024年8月  | 2024年8月  | 2024年8月  | 2024年8月  | 2024年8月  | 2024年8月  | 2024年8月  | 2024年8月  | 2024年8月  | 2024年8月  |
| 日期→项目↓         | 27日 （六） | 27日 （六） | 28日 （日） | 28日 （日） | 29日 （一） | 29日 （一） | 30日 （二） | 30日 （二） | 31日 （三） | 31日 （三） | 1日 （四） | 1日 （四） | 2日 （五） | 2日 （五） | 3日 （六） | 3日 （六） | 4日 （日） | 4日 （日） | 5日 （一） | 5日 （一） |
| ------------------ | ----------- | ----------- | ----------- | ----------- | ----------- | ----------- | ----------- | ----------- | ----------- | ----------- | ---------- | ---------- | ---------- | ---------- | ---------- | ---------- | ---------- | ---------- | ---------- | ---------- |
| 步枪               |             |             |             |             |             |             |             |             |             |             |            |            |            |            |            |            |            |            |            |            |
| 男子10米气步枪     |             |             | Q           |             | F           |             |             |             |             |             |            |            |            |            |            |            |            |            |            |            |
| 男子50米步枪三姿   |             |             |             |             |             |             |             |             | Q           |             | F          |            |            |            |            |            |            |            |            |            |
| 女子10米气步枪     |             |             | Q           |             | F           |             |             |             |             |             |            |            |            |            |            |            |            |            |            |            |
| 女子50米步枪三姿   |             |             |             |             |             |             |             |             |             |             |            | Q          |            | F          |            |            |            |            |            |            |
| 混合团体10米气步枪 | Q           | F           |             |             |             |             |             |             |             |             |            |            |            |            |            |            |            |            |            |            |
| 手枪               |             |             |             |             |             |             |             |             |             |             |            |            |            |            |            |            |            |            |            |            |
| 男子10米气手枪     | Q           |             |             | F           |             |             |             |             |             |             |            |            |            |            |            |            |            |            |            |            |
| 男子25米速射手枪   |             |             |             |             |             |             |             |             |             |             |            |            |            |            |            |            | Q          |            |            | F          |
| 女子10米气手枪     | Q           |             |             | F           |             |             |             |             |             |             |            |            |            |            |            |            |            |            |            |            |
| 女子25米手枪       |             |             |             |             |             |             |             |             |             |             |            |            | Q          |            |            | F          |            |            |            |            |
| 混合团体10米气手枪 |             |             |             |             | Q           |             |             | F           |             |             |            |            |            |            |            |            |            |            |            |            |
| 飞碟               |             |             |             |             |             |             |             |             |             |             |            |            |            |            |            |            |            |            |            |            |
| 男子多向飞碟       |             |             |             |             | Q           | Q           | Q           | F           |             |             |            |            |            |            |            |            |            |            |            |            |
| 男子双向飞碟       |             |             |             |             |             |             |             |             |             |             |            |            | Q          | Q          | Q          | F          |            |            |            |            |
| 女子多向飞碟       |             |             |             |             |             |             | Q           | Q           | Q           | F           |            |            |            |            |            |            |            |            |            |            |
| 女子双向飞碟       |             |             |             |             |             |             |             |             |             |             |            |            |            |            | Q          | Q          | Q          | F          |            |            |
| 混合团体双向飞碟   |             |             |             |             |             |             |             |             |             |             |            |            |            |            |            |            |            |            | Q          | F          |

## 奖牌榜
*   主办国家/地区（法国）
| 排名                 | 代表团               | 金牌 | 銀牌 | 銅牌 | 总计 |
| -------------------- | -------------------- | ---- | ---- | ---- | ---- |
| 1                    | 中国（CHN）          | 5    | 2    | 3    | 10   |
| 2                    | 韩国（KOR）          | 3    | 3    | 0    | 6    |
| 3                    | 美国（USA）          | 1    | 3    | 1    | 5    |
| 4                    | 意大利（ITA）        | 1    | 2    | 1    | 4    |
| 5                    | 英国（GBR）          | 1    | 1    | 0    | 2    |
| 6                    | 危地马拉（GUA）      | 1    | 0    | 1    | 2    |
| 6                    | 瑞士（SUI）          | 1    | 0    | 1    | 2    |
| 8                    | 智利（CHI）          | 1    | 0    | 0    | 1    |
| 8                    | 塞尔维亚（SRB）      | 1    | 0    | 0    | 1    |
| 10                   | 法国（FRA）*         | 0    | 1    | 0    | 1    |
| 10                   | 瑞典（SWE）          | 0    | 1    | 0    | 1    |
| 10                   | 土耳其（TUR）        | 0    | 1    | 0    | 1    |
| 10                   | 乌克兰（UKR）        | 0    | 1    | 0    | 1    |
| 14                   | 印度（IND）          | 0    | 0    | 3    | 3    |
| 15                   | （AUS）              | 0    | 0    | 1    | 1    |
| 15                   | 克罗地亚（CRO）      | 0    | 0    | 1    | 1    |
| 15                   | 匈牙利（HUN）        | 0    | 0    | 1    | 1    |
| 15                   | （KAZ）              | 0    | 0    | 1    | 1    |
| 15                   | 中华台北（TPE）      | 0    | 0    | 1    | 1    |
| 总计（共19个代表团） | 总计（共19个代表团） | 15   | 15   | 15   | 45   |

## 奖牌得主

### 男子
| 项目                  | 金牌                           | 银牌                                   | 铜牌                             |  |  |  |
| 10米气步枪 （詳細）   | 盛李豪 · 中国（CHN） OR        | 维克托·林德格伦 · 瑞典（SWE）          | 米蘭·馬里奇 · 克罗地亚（CRO）    |  |  |  |
| 50米步枪三姿 （詳細） | 劉宇坤 · 中国（CHN）           | 谢尔盖·库利什 · 乌克兰（UKR）          | 斯瓦普尼尔·库萨莱 · 印度（IND）  |  |  |  |
|                       |                                |                                        |                                  |  |  |  |
| 10米气手枪 （詳細）   | 谢瑜 · 中国（CHN）             | 费代里科·尼洛·马尔迪尼 · 意大利（ITA） | 保罗·蒙纳 · 意大利（ITA）        |  |  |  |
| 25米速射手枪 （詳細） | 李越宏 · 中国（CHN）           | 赵永宰 · 韩国（KOR）                   | 王鑫杰 · 中国（CHN）             |  |  |  |
|                       |                                |                                        |                                  |  |  |  |
| 多向飞碟 （詳細）     | 内森·黑尔斯 · 英国（GBR）      | 齐迎 · 中国（CHN）                     | 琼·彼雷·布罗尔 · 危地马拉（GUA） |  |  |  |
| 双向飞碟 （詳細）     | 文森特·汉考克 · 美国（USA） OR | 康纳·普林斯 · 美国（USA）              | 李孟遠 · 中华台北（TPE）         |  |  |  |

### 女子
| 项目                  | 金牌                                 | 银牌                              | 铜牌                            |  |  |  |
| 10米气步枪 （詳細）   | 潘晓真 · 韩国（KOR） OR              | 黄雨婷 · 中国（CHN）              | 奥德蕾·戈尼亚 · 瑞士（SUI）     |  |  |  |
| 50米步枪三姿 （詳細） | 基亚拉·莱昂内 · 瑞士（SUI） OR       | 萨根·马达莱纳 · 美国（USA） OR    | 张琼月 · 中国（CHN） OR         |  |  |  |
|                       |                                      |                                   |                                 |  |  |  |
| 10米气手枪 （詳細）   | 吴艺珍 · 韩国（KOR） OR              | 金艺智 · 韩国（KOR）              | 玛努·巴克尔 · 印度（IND）       |  |  |  |
| 25米手枪 （詳細）     | 梁智仁 · 韩国（KOR）                 | 卡米耶·耶杰耶夫斯基 · 法国（FRA） | 毛约尔·韦罗妮卡 · 匈牙利（HUN） |  |  |  |
|                       |                                      |                                   |                                 |  |  |  |
| 多向飞碟 （詳細）     | 阿德瑞娜·魯阿諾 · 危地马拉（GUA） OR | 席爾瓦娜·史坦科 · 意大利（ITA）   | 彭妮·史密斯 · （AUS）           |  |  |  |
| 双向飞碟 （詳細）     | 弗朗西斯卡·克罗韦托 · 智利（CHI）    | 安伯·拉特 · 英国（GBR）           | 奥斯汀·史密斯 · 美国（USA）     |  |  |  |

### 混合
| 项目                    | 金牌                                                | 银牌                                                   | 铜牌                                        |  |  |  |
| 团体10米气步枪 （詳細） | 中国（CHN） · 黄雨婷 · 盛李豪                       | 韩国（KOR） · 金智賢 · 朴河俊                          | （KAZ） · 亚历山德拉·黎 · 伊斯兰·萨特帕耶夫 |  |  |  |
|                         |                                                     |                                                        |                                             |  |  |  |
| 团体10米气手枪 （詳細） | 塞尔维亚（SRB） · 佐拉娜·阿鲁诺维奇 · 達米爾·米凱奇 | 土耳其（TUR） · 谢瓦尔·伊拉伊达·塔尔汗 · 优素福·迪凯奇 | 印度（IND） · 玛努·巴克尔 · 萨拉布乔特·辛格 |  |  |  |
|                         |                                                     |                                                        |                                             |  |  |  |
| 团体双向飞碟 （詳細）   | 意大利（ITA） · 迪亚娜·巴科西 · 加布里埃莱·罗塞蒂   | 美国（USA） · 奥斯汀·史密斯 · 文森特·汉考克            | 中国（CHN） · 江伊婷 · 吕健林               |  |  |  |